# Луций Цезий Марциал
Лу́ций Це́зий Марциа́л (лат. Lucius Caesius Martialis; умер после 57 года) — римский государственный и политический деятель из плебейского рода Цезиев, консул-суффект 57 года.

## Биография
С июля по декабрь 57 года, в эпоху правления императора Нерона, Луций Цезий Марциал занимал должность консула-суффекта. Больше о нём ничего не известно.